# Java 3D

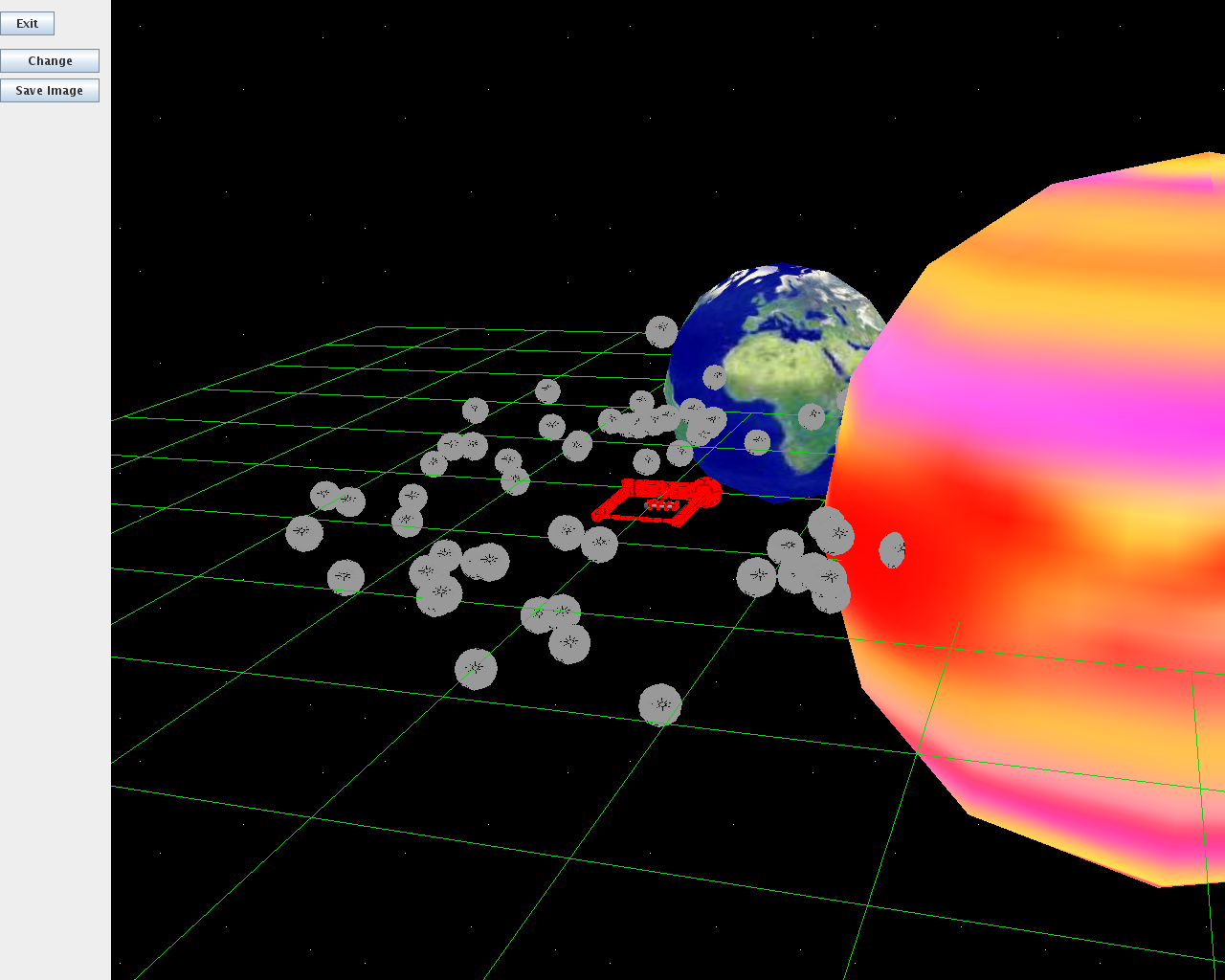
Captura de pantalla de un trabajo realizado con Java 3D.

Java 3D es un proyecto que permite crear entornos tridimensionales en el lenguaje Java.
Es una API para gráficos 3D para el lenguaje de programación Java la cual corre sobre OpenGL o Direct3D. Desde la versión 1.2 Java 3D es desarrollado bajo las especificaciones Java Community Process. JSR 926 